# Samir Bousenine
Samir Bousenine El Mourabit (sinh 7 tháng 2 năm 1991) là một cầu thủ bóng đá Andorra thi đấu ở vị trí tiền đạo.